# NPa Guajará (P-44)
O NPa Guajará (P-44) é uma embarcação da Marinha do Brasil da Classe Grajaú que exerce a função de navio-patrulha.
Tem como missão, o patrulhamento das águas territoriais brasileiras, realizando ações de Inspeção Naval, segurança das instalações costeiras e plataformas de exploração de petróleo, e de salvamento e resgate.

## História
Foi originalmente encomendado em 1993 ao Estaleiro Mauá, em Niterói, como parte do 3º lote de duas unidades da Classe Grajaú. Entretanto, a encomenda foi cancelada, face às dificuldades vividas pela empresa à época e o pedido recolocado junto ao estaleiro Peene-Werft GmbH, em Wolgast, na Alemanha.
A cerimônia de batimento de quilha ocorreu em 14 de fevereiro de 1994, e o seu lançamento ao mar em 24 de outubro do mesmo ano, sendo incorporado à Armada em 28 de abril de 1995 já no Rio de Janeiro.
Até 3 de outubro de 2019, estava subordinado ao Comando do Grupamento de Patrulha Naval do Sudeste, localizado na cidade do Rio de Janeiro. Atualmente está subordinado ao Comando do 8º Distrito Naval da Marinha do Brasil, integrando o Comando do Grupamento de Patrulha Naval do Sul-Sudeste (ComGptPatNavSSe), com base no Complexo Naval do Porto de Santos, em Santos-SP.

## Origem do nome
É o quarto navio da Armada a receber esta designação. Os anteriores foram a Escuna Guajará (1835), o Patacho Guajará (1891) e o caça-submarino CS Guajará (G-5) que atuou na Segunda Guerra Mundial.
O nome é uma homenagem à baía de Guajará, no estado brasileiro do Pará. A palavra "Guajará", tem origem na expressão em tupi "Gua-Yara", que primitivamente designava essa baía, formada pelo braço sul do rio Amazonas e os rios Capim e Guamá.

## Características
- Deslocamento :197 ton (padrão), 217 ton (carregado)
- Dimensões (metros): comprimento 46,5 m; largura 7,5m; calado 2,3m
- Velocidade (nós): 26 (máxima)
- Propulsão: 2 motores diesel MTU 16V 396 TB94 de 2.740 bhp cada
- Combustível: 23 toneladas de capacidade
- Autonomia : 4.000 km a 12 nós; 10 dias em operação contínua
- Sistema Elétrico: 3 geradores diesel no total de 300 Kw.
- Armamento:
  - 1 canhão Bofors L/70 40mm com 12 km de alcance
  - 2 canhões Oerlikon 20mm com 2 km de alcance, em dois reparos simples.
- Tripulação: 29 homens
- Equipamentos:
  - 1 lancha tipo (RHIB), para 10 homens;
  - 1 bote inflável para 6 homens;
  - 1 guindaste para 620 kg.